# Carlo Viola
Carlo Viola (né le 2 novembre 1855 à Zara, mort le 4 août 1925 à Bologne) est un géologue italien,.

## Biographie
Carlo Maria Viola naît à Zara, Empire autrichien (aujourd'hui Zadar, Croatie) le 2 novembre 1855. L'identité de ses parents est inconnue. On sait cependant que son père est originaire de Fiume (Rijeka), et capitaine de la marine, et que sa mère est vénitienne,,.
Il fait ses études en Dalmatie, en Istrie et à Graz et s'inscrit à l'Université de Vienne où il rencontre Guglielmo Oberdan, qui à l'époque est une figure de proue des étudiants italiens. Il fuit en Autriche avec Oberdan et d'autres irrédentistes italiens et ne peut revoir sa famille que lorsque Zara (Zadar) est annexée à l'Italie, à la suite du traité de Rapallo.
De retour en Italie, il effectue des études dans le domaine de la géologie et contribue à la création de la carte géologique de l'Italie et apporte des contributions dans les domaines de la cristallographie, des mathématiques et de la physique.
En 1900, il devient ingénieur en chef à Iglesias (Sardaigne) et directeur de l'école minière locale. En 1905, il est professeur de minéralogie à l'Université de Parme. En Allemagne, il étudie la cristallographie avec Victor Goldschmidt et Paul Heinrich von Groth. En 1902, il rejoint la Mineralogical Society of Great Britain and Ireland.
Il étudie la géologie à Rome et à Berlin (Bergakademie). A cette époque, il fait plusieurs excursions en Thuringe, dans le Harz et dans les environs de Berlin. Il étudie également la pédologie dans le laboratoire nouvellement établi à Berlin.
Partisan de l'annexion de Fiume (Rijeka) et Zara (Zadar) à l'Italie, Carlo Viola meurt à Bologne le 4 août 1925.

## Publications
- Contributo alla geologia del Gargano, dans Bollettino del Reale Comitato geologico d’Italia (1893),
- Il calcolo dei quaternioni in cristallografia (1893),
- Le roccie eruttive della Punta delle Pietre Nere in provincia di Foggia (1894),
- Über Homogenität, in Zettschr. f. Krystall (1898),
- Grundzüge der Krystallographie (1904),
- Determinazione di tre indici principali di rifrazione in una sezione qualsiasi (1912)